# Cinéma hongkongais
 (janvier 2023).
 (mai 2022).
Si vous disposez d'ouvrages ou d'articles de référence ou si vous connaissez des sites web de qualité traitant du thème abordé ici, merci de compléter l'article en donnant les références utiles à sa vérifiabilité et en les liant à la section « Notes et références ».

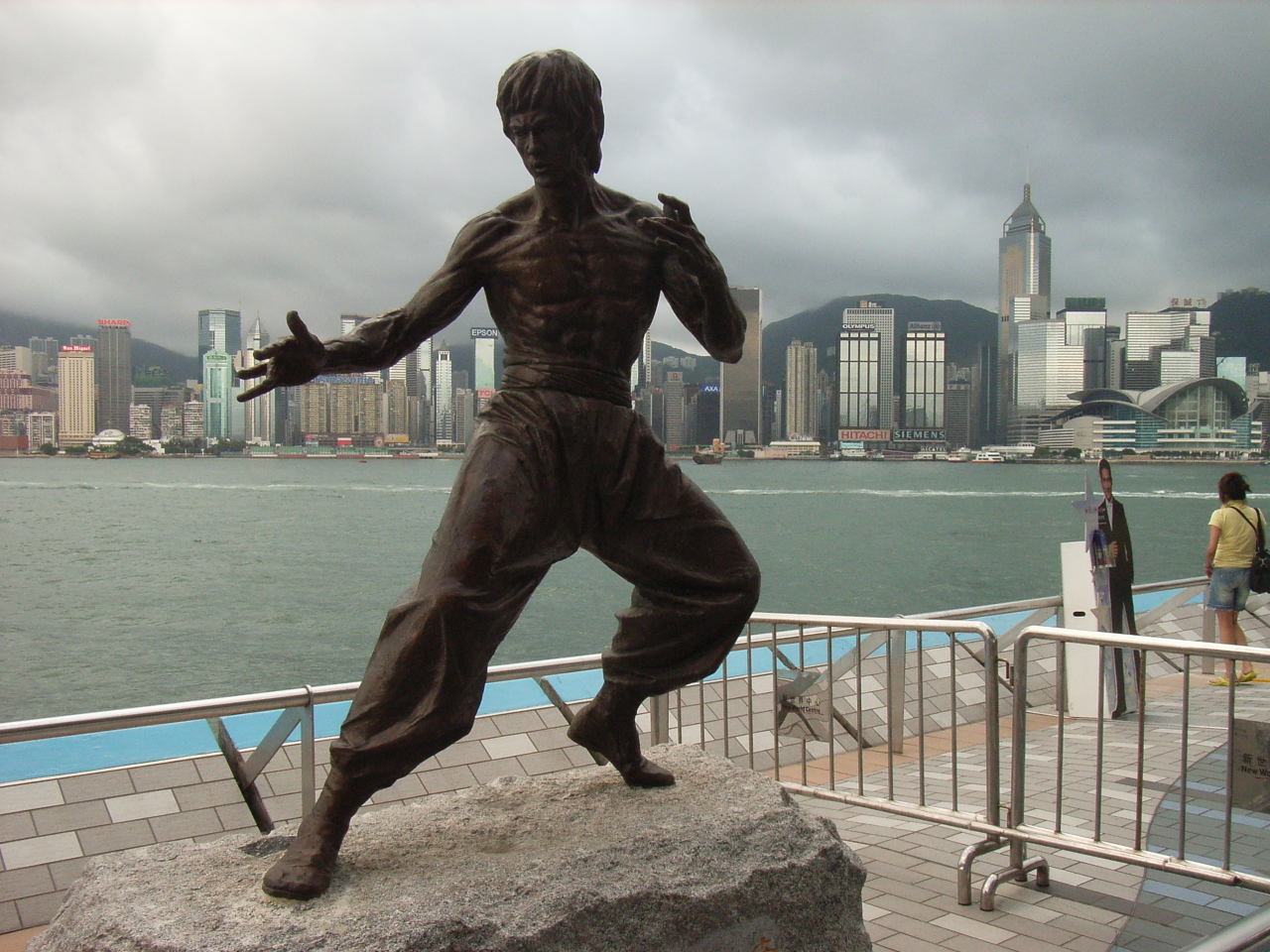
L'acteur Bruce Lee est considéré comme l'un des plus grands représentants du cinéma hongkongais.

Le cinéma hongkongais est un des quatre courants du cinéma sinophone, avec celui de la Chine continentale, de Taïwan et de Singapour.
Étant une ancienne colonie britannique, Hong Kong a bénéficié d'une liberté économique et politique que n'avaient pas la Chine continentale et Taïwan. Elle est devenue un centre de production cinématographique pour le monde sinophone, y compris la diaspora, ainsi que pour l'Asie de l'Est en général. Pendant près d'une décennie, du milieu des années 1980 jusqu’au milieu des années 1990, Hong Kong a été le troisième producteur de films après Hollywood et Bollywood.
Malgré la crise du milieu des années 1990, et le retour à la souveraineté chinoise en 1997, les films hongkongais ont gardé leur identité et continuent de jouer un rôle important sur la scène du cinéma mondial.
En Occident, le cinéma hongkongais populaire a toujours été très apprécié et peut être aujourd'hui considéré comme un élément de la culture dominante. Son influence a été considérable, notamment sur les récents films d'action hollywoodiens.

## Histoire du cinéma hongkongais

### De 1909 à la Seconde Guerre mondiale
Durant la première moitié du XXe siècle, le cinéma de Hong Kong joue un rôle secondaire par rapport à celui du Continent et notamment de la ville de Shanghai, alors capitale du cinéma chinois. Il ne reste que très peu d'œuvres de cette période : l'historien cinéphile Paul Fonoroff a dénombré 4 films sur le total des 500 produits.

#### Pionniers de l'opéra
Comme dans le reste de la Chine, les premiers films sont étroitement liés à l'opéra chinois qui avait dominé l'art dramatique pendant les siècles. Ainsi, les deux comédies de 1909 Stealing a Roasted Duck et Right a Wrong with Earthenware Dish adaptent des opéras. Elles ont été réalisées par l'acteur d'opéra Liang Shaobo et produites par l'américain Benjamin Brodsky (appelé également Polaski), un des occidentaux qui aida le démarrage du cinéma chinois dans l'espoir d'ouvrir le vaste marché chinois.

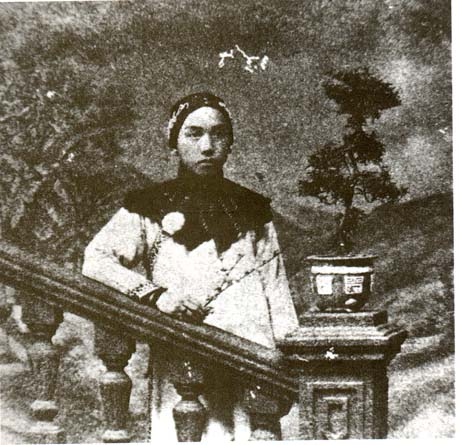
Lai Man-Wai en 1913 dans Zhuangzi teste sa femme.

Le premier film hongkongais est une autre adaptation d'opéra, Zhuangzi teste sa femme de 1913, réalisé par le metteur en scène Lai Man-Wai qui joue le rôle féminin dans la tradition de l'opéra. Il deviendra connu comme le « père du cinéma de Hong Kong ». La femme de Lai Man-wai joue également un rôle et est donc la première femme à jouer dans un film chinois, alors qu'être actrice fut longtemps tabou. Le film, produit par Lai et Brodsky est la première coproduction sino-américaine. Il ne sera jamais joué sur le territoire hongkongais.
L'année suivante, le début de la première guerre mondiale ralentit considérablement la production de films car l'Allemagne était la source des pellicules.
Ce n'est qu'en 1923 que Lai, des membres de sa famille et Liang Shaobo, forment la première compagnie de production complètement chinoise, la Compagnie Minxin (ou China Sun). En 1924, ils partent pour la Chine continentale après que le gouvernement les a empêchés de construire un studio.

#### Avènement du son
La popularité des films parlants au début des années 1930 oppose les différents dialectes de Chine. Hong Kong est alors un centre important de cantonais alors que le gouvernement du Kuomintang souhaite favoriser le mandarin et est hostile à la production de films en cantonais. Le gouvernement s'oppose également aux films de Wu Xia Pian, genre mélangeant arts martiaux et combats d'épées, accusés de promouvoir la superstition et l'anarchie.
Les films en cantonais et de wuxia demeurent néanmoins populaires et la colonie britannique de Hong Kong devient alors l'endroit où ces genres peuvent se développer librement. Les films les plus populaires des années 1930 restent les opéras cantonais filmés.
Les studios principaux de l'époque sont Grandview, Universal, Nanyue et Tianyi. Le dernier est le premier projet de la famille Shaw qui deviendra très influente dans le cinéma chinois.

#### Guerre sino-japonaise
Un autre aspect important des années 1930 est la guerre sino-japonaise. Des films de « défense nationale », c’est-à-dire des films patriotiques sur des chinois résistants à l'invasion japonaise, deviennent un des genres majeurs. On peut citer Lifeline (1935) de Kwan Man-ching, Hand to Hand Combat (1937) de Chiu Shu-sun et March of the Partisans (1938) de Situ Huimin. L'industrie est revigorée avec l'arrivée d'artistes et compagnies après la prise de Shanghai en 1937.
Hong Kong est prise par les Japonais en décembre 1941. Contrairement au Continent, les occupants ne réussissent pas à développer une industrie cinématographique collaborationniste. Ils ne parviennent à tourner que le film de propagande The Attack on Hong Kong (1942) avant le retour de Hong Kong aux britanniques en 1945. Mais surtout, les Japonais ont fondu de nombreux films hongkongais d'avant guerre afin d'en extraire du nitrate d'argent pour leurs besoins militaires.

### Années 1940-1960
Le cinéma hongkongais d'après guerre, comme l'industrie hongkongaise d'après guerre en général, est marqué par l'afflux de capital et de talents de Chine continentale. Cet afflux, qui avait été suspendu pendant la guerre, devient extrêmement important avec la reprise de la guerre civile en 1946 puis avec la victoire communiste en 1949.
Ces événements déplacent définitivement le centre du cinéma chinois vers Hong Kong. La colonie britannique réussit également à exporter ses films dans les pays d'Asie du Sud-Est, notamment — mais pas exclusivement — vers les communautés de chinois expatriés, ainsi que dans les chinatowns des pays occidentaux.

#### Compétition entre les langues
Après la guerre, l'industrie cinématographique se scinde en deux cinémas parallèles, un en mandarin, qui est le dialecte dominant des émigrés chinois du Continent, et un en cantonais, qui est celui de la majorité des hongkongais d'origine.
Les films mandarins ont des budgets plus importants, notamment grâce à l'important marché d'exportation et le prestige et le savoir-faire des réalisateurs de Shanghai. De plus, le mandarin est la langue officielle de la Chine et celle de l'élite culturelle et politique.
Pendant les décennies à venir, la plupart des films cantonais sont relégués à un statut inférieur.
Enfin, en 1963, les autorités britanniques votent une loi rendant obligatoire le sous-titrage en anglais de tous les films, ce qui devait permettre de surveiller leur contenu politique. Les studios incluent également des sous-titres chinois, ce qui rend leurs films accessibles aux personnes parlant n'importe lequel des dialectes chinois.
Le sous-titrage obligatoire a eu également pour conséquence inattendue de faciliter l'exportation des films en Occident.

#### Films cantonais
Durant cette période, les opéras dominent les films cantonais. Les principales vedettes sont le duo Yam Kim-fai et Pak Suet-sin, appelé Yam-Pak. Ils tournent plus de 50 films ensemble et notamment le très grand succès The Purple Hairpin (1959).
Les films d'arts martiaux à petit budget sont également populaires. Kwan Tak-hing joue le héros de légende Wong Fei-hung dans une série d'une centaine de films, commençant avec The True Story of Wong Fei-hung (1949) et finissant avec Wong Fei-hung Bravely Crushing the Fire Formation (1970).
Les films de wuxia avec des effets spéciaux, comme The Six-Fingered Lord of the Lute (1965) avec l'idole Connie Chan, rencontrent également le succès, de même que les drames contemporains familiaux.

#### Films mandarins et rivalité Shaw / Cathay
La production de films mandarins des années 1960 est dominée par les studios concurrents de la Shaw Brothers et de Motion Picture and General Investments Limited (MP&GI, plus tard renommé en Cathay). La Shaw prend le dessus en 1964 après la mort du dirigeant de MP&GI, Loke Wan Tho. La Cathay périclite et cesse la production en 1970.
Un genre musical appelé huángméidiào (黃梅調) dérive de l'opéra chinois. L'immense succès de la Shaw, The Love Eterne (1963) de Li Han-hsiang (avec Ivy Ling Po et Betty Loh Ti), demeure le classique du genre.
Les mélodrames romantiques comme Red Bloom in the Snow (1956), Love Without End (1961), The Blue and the Black (1964) ainsi que les adaptations des romans de Chiung Yao (dont My Dream Boat) étaient populaires. Les Hongkongais appréciaient également les comédies musicales à la Hollywood qui étaient la spécialité du studio Cathay, comme Mambo Girl (1957) et The Wild, Wild Rose (1960).
Dans la seconde moitié des années 1960, la Shaw inaugure une nouvelle génération de films wuxia, plus intenses, moins fantastiques avec une violence et des mouvements acrobatiques plus importants, sous l'impulsion de réalisateurs comme Chang Cheh et de chorégraphes comme Liu Chia-liang. La mode est inspirée par les films de samouraïs, importés du Japon, afin d'endiguer la perte d'audience des cinémas au profit de la télévision.
Cela marque le tournant crucial de l'industrie, qui passe de genres centrés sur des femmes à un cinéma d'action. Les films clefs sont Le Temple du Lotus rouge de Xu Zenghong (1965), L'Hirondelle d'or de King Hu (1966) et Dragon Gate Inn (1967), réalisé à Taïwan, Tiger Boy de Chang Cheh (1966), Un seul bras les tua tous (1967) et Le Retour de l'hirondelle d'or (1968).

### Années 1970 : la transformation
Au début de la décennie 1970, les films en mandarin en général et les films de la Shaw Brothers en particulier semblent dans une position inattaquable:71-94.
En effet, le cinéma cantonais a disparu devant les studios mandarins et la télévision cantonaise, qui devient accessible à toute la population en 1967 : aucun film en cantonais n'est tourné en 1972. Le rival historique de la Shaw, la Cathay, disparaît la laissant comme le seul gros studio. La popularité internationale des films de kung-fu explose, alors que la Shaw domine le genre. Cependant, des changements débutent qui transformeront l'industrie dans la décennie.

#### Retour du cantonais
Paradoxalement, la télévision permet la reprise du cinéma cantonais qui renaît dans des films plus réalistes sur la vie moderne hongkongaise des personnes ordinaires.
La première étincelle est la comédie The House of 72 Tenants, le seul film en cantonais tourné en 1973 mais qui connaît un succès retentissant. Le film est adapté d'une célèbre pièce de théâtre et est produit par la Shaw comme une vitrine pour les acteurs de sa chaîne de télévision TVB.
Le retour du cantonais démarre vraiment avec les comédies des anciennes stars de TVB, les frères Hui (composés de l'acteur-réalisateur-scénariste Michael Hui, de l'acteur-chanteur Sam Hui et de l'acteur Ricky Hui). Leur film Games Gamblers Play de 1974 affirme leur volonté de faire des films proches du public local hongkongais et devient le plus gros succès commercial du box-office hongkongais devant les films de Bruce Lee. Le film fait la satire de la réalité moderne d'une classe moyenne ascendante dont le travail acharné et les rêves de succès matériel transforment la colonie en géant industriel.
Le cinéma cantonais explose littéralement. Le mandarin se maintient jusqu'au début des années 1980 pour devenir confidentiel depuis.

#### Golden Harvest et montée des indépendants
En 1970, Raymond Chow et Leonard Ho quittent la Shaw Brothers pour former leur propre studio, Golden Harvest. Leur approche plus flexible et moins avare leur permet de dépasser le style de la Shaw. Ils contractent avec de jeunes artistes qui ont des idées neuves, comme Bruce Lee et les frères Hui, et leur offrent une plus grande marge de manœuvre artistique.
À la fin de la décennie, Golden Harvest est le premier studio et signe Jackie Chan, le réalisateur-acteur qui passera les vingt années suivantes à la tête du box-office asiatique.
Pendant ce temps, l'explosion du cinéma cantonais et du kung-fu ainsi que l'exemple de la Golden Harvest a offert plus de place aux producteurs et compagnies indépendants.
La Shaw décline sévèrement mais continue de produire jusqu'en 1985 où elle ne se consacre plus qu'à la télévision.

#### Autres transformations
La liberté dans le contenu des films progresse rapidement. Un genre érotique soft se développe sous le nom de fengyue qui ne connaît pas la stigmatisation du genre rencontrée en Occident. Il fait plus ou moins partie du courant principal avec la participation de réalisateurs importants comme Chu Yuan et Li Han-hsiang. Il se métisse parfois avec les autres genres comme les arts martiaux, les films en costume et surtout les comédies,. La violence dans les films se développe également vers un style plus intense et graphique, sous l'influence des réalisateurs de films d'arts martiaux.
Le réalisateur Lung Kong mélange ces tendances dans des films sociaux dont il était déjà le spécialiste avec des films en cantonais des années 1960 comme The Story of a Discharged Prisoner (1967) et Teddy Girls (1969). Dans les années 1970, il tourne en mandarin et traite de sujets sérieux comme la prostitution, la bombe atomique ou la fragilité des sociétés civilisées.
Tang Shu-shuen devient la première femme réalisatrice avec ses films The Arch (1970) et China Behind (1974) qui innovent vers un cinéma local de critique sociale. Ils sont également considérés comme les précurseurs de la nouvelle vague hongkongaise qui se développera à l'écart de la hiérarchie traditionnelle des studios.

### Années 1980-1990 : l'explosion
Pendant les décennies 80 et 90, les graines plantées dans les années 1970 portent leurs fruits : triomphe du cantonais, naissance d'un cinéma moderne, statut dominant dans le marché cinématographique de l'Asie de l'Est et attention de l'Occident pour les films hongkongais.
Un nouveau cinéma se développe rapidement autour d'une technique plus pointue et d'un style visuel plus sophistiqué avec notamment des effets spéciaux modernes. Les genres sont mélangés et tendent vers plus de sensationnel : comédie, surnaturel, sexe, et surtout action se retrouvent souvent dans un même film.

#### Marché international
Durant cette période, l'industrie hongkongaise est une des seules qui se développe face à la prépondérance mondiale d'Hollywood jusqu'à dominer le marché de l'Asie de l'Est d'une manière similaire. Si le marché régional a toujours été vital pour les produits hongkongais, ils se répandent désormais dans les rayonnages de Thaïlande, Singapour, Malaisie, Indonésie et Corée du Sud. Le marché taïwanais devient aussi important que le local. Ainsi, au début des années 1990, l'industrie taïwanaise jadis prospère disparaît presque sous les assauts des importations hongkongaises. Les films hongkongais s'implantent même au Japon qui dispose pourtant d'un cinéma dynamique et développé et d'un goût marqué pour les films américains ; Jackie Chan en particulier y devient populaire.
Le cinéma de Hongkong prend également pied en Occident en se servant de l'intérêt gagné durant les années 1970 avec les films de kung-fu. Disponibles dans les chinatowns, les films séduisent d'abord les cinéphiles par leur exotisme et leurs excès pour se répandre ensuite dans la culture populaire.

#### Meneurs du boom
Le pionnier est la compagnie de production Cinema City fondée en 1979 par les comédiens Karl Maka, Raymond Wong et Dean Shek. Elle se spécialise dans les films d'action et les comédies contemporains produits pour se conformer aux formules commerciales établies. Aces Go Places (1982) et ses nombreuses suites incarnent le style très imité de Cinema City.
Les producteurs-réalisateurs Tsui Hark et Wong Jing sont les personnages clefs de cette époque. Tsui est un réalisateur célèbre de la nouvelle vague qui symbolise l'absorption du mouvement par le courant principal ; il expérimente de nouvelles techniques et lance de nombreuses modes. Le prolifique Wong est peut-être le réalisateur qui a obtenu le succès commercial le plus important des deux décennies précédentes.
Les autres traits marquant de cette période sont le genre de gangster ou de triade lancé par John Woo et dominé par l'acteur Chow Yun-fat, les mélodrames et films d'art martiaux avec Brigitte Lin, les comédies avec Cherie Chung et Stephen Chow, et les comédies kung-fu de Jackie Chan.

#### Films de Catégorie III
En 1988, le gouvernement introduit un système de classement des films qui a un effet inattendu. Cette classification a été créée à la suite de la sortie du film Man Behind The Sun (en). La « catégorie III », c’est-à-dire les films réservés aux adultes, connaît une croissance rapide avec les films érotiques ou outranciers.
Au début des années 1990, environ la moitié des films sont de catégorie III ; des films érotiques soft descendant des films fengyue des années 1970. L'exemple le plus marquant des films de catégories III qui rencontrent un succès grand public est Sex and Zen de Michael Mak (en) datant de 1991 et qui s'inspire de The Carnal Prayer Mat, un classique de la littérature érotique du XVIIe siècle de Li Yu.
La catégorie III comprend également des films d'horreur prétendument basés sur des histoires vraies, comme Dr. Lamb (1992), The Untold Story (1993) et Ebola Syndrome (1996).
Le genre a diminué depuis le milieu des années 1990 avec la crise du cinéma hongkongais en général et la disponibilité accrue de la pornographie en cassette vidéo.

#### Cinéma alternatif
Dans ce paysage commercial, il reste néanmoins une place pour un cinéma alternatif ou artistique, notamment grâce à l'influence de la nouvelle vague hongkongaise. Des cinéastes de la nouvelle vague comme Ann Hui et Yim Ho rencontrent toujours des succès.
La seconde moitié des années 1980 voit aussi l'émergence de ce qui est parfois appelée la « seconde vague », avec les jeunes cinéastes Stanley Kwan, Clara Law et Eddie Fong, Mabel Cheung, Lawrence Ah Mon et Wong Kar-wai. Comme ceux de la première nouvelle vague, ils sont en général diplômés d'écoles de cinéma occidentales et sont passés par la télévision. Ils cherchent à aller au-delà des styles et des sujets traités par le cinéma commercial.
Ces artistes gagnent une attention et un respect importants de la part de la critique internationale et des circuits de festivals. En particulier, les œuvres de Wong Kar-wai des années 1990 font de lui le réalisateur le plus acclamé et récompensé à provenir de Hong Kong.

### Milieu des années 1990

#### Industrie en crise
Les années 1990 marquent le déclin de l'industrie cinématographique hongkongaise avec une chute des ventes de billets de cinéma. À la fin de la décennie, le nombre de films produits a diminué de moitié, en conséquence de la disparition des films de catégorie III. Les blockbusters américains atteignent régulièrement le sommet du box-office hongkongais pour la première fois depuis des décennies.
Les facteurs de cette crise sont :
- La crise économique asiatique qui a tari les sources traditionnelles de financement et appauvri le public régional[1] ;
- La baisse de qualité des films et la surexploitation de formules usées[1] ;
- Le développement de multiplex modernes qui a entrainé l'augmentation des prix des tickets[5] ;
- Le piratage des films en Asie de l'Est[1] ;
- L'offensive hollywoodienne dans le marché asiatique[1].

La rétrocession de Hong Kong à la Chine a créé de nouveaux problèmes, notamment à cause de la censure,.
En 2003, l'industrie est au plus bas. Elle subit les conséquences de l'épidémie liée au virus du SRAS qui vide les cinémas et stoppe les productions pendant plusieurs mois. À cela s'ajoute la mort de deux de ses grandes stars, Leslie Cheung et Anita Mui.
Le gouvernement hongkongais crée en 2003 un fonds de garantie pour inciter les banques à soutenir l'industrie du film. Il reçoit un accueil très mitigé.

#### Influence en Occident
Paradoxalement, le cinéma hongkongais obtient en même temps une visibilité internationale encore plus grande.
La rétrocession de Hong Kong à la Chine a entraîné le départ de stars hongkongaises vers les pays occidentaux et en particulier les États-Unis. Jackie Chan perce dans Rush Hour et Chow Yun-fat dans Le Corrupteur (The Corruptor). John Woo se voit confier des budgets colossaux comme avec Mission impossible 2.
Le style du cinéma hongkongais transparaît de manière claire dans les films d'action hollywoodiens. Par exemple, les combats de Matrix sont chorégraphiés par Yuen Woo-ping et ceux de Charlie et ses drôles de dames par Yuen Cheung-yan (en).

### Depuis le milieu des années 2000
L'industrie fait toujours face à une crise.

#### Industrie à deux vitesses
Après la rétrocession, cependant, nombre de réalisateurs hongkongais se tournent vers la coproduction avec des investisseurs continentaux, ce qui leur octroie des moyens financiers conséquents et leur ouvre de fait l'accès à l'immense public chinois ; la notion de localisme des films de Hong Kong disparaît alors au profit de scénarios qui se doivent d'être adaptés aux goûts dudit public ainsi qu'aux règlements politiques du Continent,. Il en est allé de même pour les studios historiques. Golden Harvest est vendu ainsi au chinois Orange Sky en 2007 et fusionne avec lui en 2009 ; il produit dès lors avant tout des films en mandarin. Cinema City à travers Raymond Wong est devenu quant à lui Mandarin Films Distribution (en) ; comme l’indique son nom, il se concentre sur les coproductions avec la Chine.
Si l'industrie du cinéma de Hong Kong perd grandement en autonomie du fait des coproductions avec le Continent, des films indépendants à petit budget, abordant des thèmes sociaux clairement définis et usant d'allégories politiques, voient le jour après les années 2000 ; portés par de jeunes réalisateurs issus des universités locales, qui tentent de s'affranchir du système tel que l'on connu leurs aînés — studios, star system… — et qui s'attachent à pratiquer des modes de récits et des genres cinématographiques variés — tels que le documentaire par exemple —, ils s'essaient à poser un regard nuancé sur la culture hongkongaise.
On peut donc parler d'une industrie à deux vitesses : d'une part de très grosses coproductions, tournées à l'intention de la Chine continentale, que les habitants de l'ancienne colonie ignorent totalement, et d'autre part de petites productions locales, riches de références à la ville de Hong Kong, mais qui ne trouvent que très rarement leur public en dehors de celle-ci ; et rien entre ces deux extrêmes. Les bénéfices dégagés par l'un ne profitant nullement à l'autre.

#### Censure
En juin 2021, l'Autorité de censure des films de Hong Kong (Office for Film, Newspaper and Article Administration – OFNAA) a introduit une nouvelle politique de sécurité nationale. Cette loi a été adoptée le 27 octobre 2021. Elle donne au secrétaire en chef le pouvoir de révoquer la licence d'un film s'il est constaté que celui-ci « approuve, soutient, glorifie, encourage et incite à des activités susceptibles de mettre en danger la sécurité nationale ». En vertu de la nouvelle loi, les peines maximales pour la projection de films « contraires » à la sécurité nationale chinoise sont une amende d'un million de dollars de Hong Kong et 3 ans de prison pour les contrevenants. Des critiques comme le professeur Kenny Ng et le cinéaste Kiwi Chow (en) expriment leurs inquiétudes quant à la censure politique, évoquant la crainte que la nouvelle loi freine l'industrie cinématographique,.

## Industrie du cinéma hongkongais
Le cinéma de Hong Kong n'a jamais ou peu bénéficié d'aide gouvernementale, que ce soit des subventions ou des quotas d'importations. Il s'est développé autour du cinéma commercial avec des genres distincts très identifiés et reposant souvent sur des formules, suites ou remakes.
Les films hongkongais reprennent certains éléments d'Hollywood comme les genres ou le rythme rapide du montage. Mais ces emprunts passent par le filtre de l'art et de la culture chinoise, et notamment le goût pour la stylisation et le rejet du réalisme occidental. Les films hongkongais sont ainsi souvent considérés à l'étranger comme surréels et énergiques.

### Star System
Comme c'est souvent le cas dans les cinémas commerciaux, le cœur de l'industrie est un star system très développé. Ainsi, dès les premières années, ce sont les artistes de l'opéra chinois qui ont amené leur public à l'écran.
Pendant trois ou quatre décennies, la télévision a joué un rôle primordial pour le lancement de célébrités avec des séries très suivies sur les deux principales chaînes télévisées, TVB et ATV. Tony Leung Chiu-wai, Andy Lau ou Stephen Chow ont par exemple commencé à la télévision.
Un autre trait marquant est l'imbrication avec l'industrie de musique pop cantonaise. Une grande partie des stars de cinéma ont enregistré des disques à côté de leur carrière cinématographique et vice-versa. C'est l'une des clefs des stratégies commerciales de l'industrie du spectacle hongkongais alors que la publicité massive n'a été jusqu'à récemment que peu utilisée.
Les acteurs et réalisateurs à succès travaillent énormément et peuvent tourner de nombreux films dans la même année.

### Budgets
Les films ont souvent des budgets assez faibles comparés aux standards américains:26,31,37,77, etc.. Ainsi, une sortie importante avec une grande star coûtera environ 5 millions de US$. Les budgets des petits films peuvent eux descendre à moins de 1 million de US$. Parfois, les très gros blockbusters avec de très grandes stars comme Jackie Chan ou Stephen Chow ou les coproductions internationales visant le marché mondial peuvent monter à plus de 20 millions de US$, mais ce sont des exceptions:26,31,37,77, etc..
Les productions hongkongaises ne souffrent pas de la faiblesse des budgets, notamment grâce à des salaires bas et au professionnalisme des travailleurs.

### Langue et son
Depuis les années 1980, les films sont principalement tournés en cantonais. Avant, il y avait une division forte entre les films tournés en cantonais et en mandarin, avec quelques petits films tournés dans d'autres dialectes chinois.
Pendant des décennies, les films furent tournés en muet avec les voix et les autres sons ajoutés ensuite. Cela permettait de réduire les coûts en particulier quand les acteurs parlaient des dialectes différents, ainsi que de faciliter les doublages pour l'exportation. Certaines stars occupées ne doublaient même pas leurs dialogues, laissant le travail à un acteur moins connu.
Tourner sans son a permis de développer l'improvisation dans l'approche cinématographique. Nombre de scènes et dialogues étaient élaborés sur le plateau, voire lors de la post-production notamment pour les films à petit budget.
Depuis la fin des années 1990, le son est enregistré en même temps, notamment à cause de la demande du public pour une meilleure qualité cinématographique.

## Genres

### Films de kung-fu
Les films de kung-fu deviennent populaires au début des années 1970 grâce aux acteurs et sportifs de haut niveau Gordon Liu, Jackie Chan, Sammo Hung et Bruce Lee.

### Wu xia pian
Le wu xia pian, l'équivalent des films de cape et d'épée occidentaux, est le genre le plus populaire en Asie. Il est présent à Hong Kong depuis les débuts du cinéma et a été réinventé par Tsui Hark avec The Blade.

### Films de triade
Le film de triade traite principalement de la mafia asiatique. Il est devenu très populaire lors de la nouvelle vague hongkongaise grâce aux réalisateurs John Woo et Johnnie To.

### Comédies
Les films de comédies hongkongais sont principalement des parodies de films d'actions, notamment des films de kung-fu avec les œuvres de Stephen Chow et Lee Lik-chi par exemple. Ils prennent aussi la forme de récits satiriques mettant en scène des personnages caricaturaux.
Cet humour singulier a trouvé un succès notable en Occident avec des films comme Crazy Kung-Fu et Shaolin Soccer.

#### Articles de presse
- Julien Fonfrède, « Hong-Kong Cinémania », 24 images, nos 78-79,‎ septembre–octobre 1995, p. 4-10 (lire en ligne)
- Ilaria Maria Sala, « Entre censure et marché : Le cinéma à Hong Kong en 1997 », Perspectives Chinoises, no 41,‎ 1997, p. 82-86 (lire en ligne)
- Jean-Étienne Pieri, « D’Hollywood à Hong Kong, de Hong Kong à Hollywood : des transferts culturels éminemment paradoxaux (de 1979 à nos jours) », Revue Sciences/Lettres, no 1,‎ 2013 (lire en ligne)
- Juliette Morel et Nashidil Rouiaï, « Cartographier les films. Exemple de la cartographie de Hong Kong au cinéma », M@ppe Monde,‎ septembre 2016 (lire en ligne)
- Noriko Sekihara, « Hong Kong perd ses étoiles. Autrefois florissante, l'industrie du 7e art est à bout de souffle dans l'ancienne ville-État. Le Covid-19 et la censure chinoise, toujours plus présente, précipitent son déclin, décrypte ce quotidien japonais. », Courrier international no 1606, Courrier international S.A., Paris , 12 août 2021, p. 46,  (ISSN 1154-516X), (article original paru dans Nihon keizai shinbun, Tokyo, le 6 juillet 2021)

#### Ouvrages
- [Leyda 1972] (en) Jay Leyda, Dianying/Electric Shadows : An Account of Films and the Film Audience in China, Cambridge, Mass., MIT Press, 1972.
- [Assayas-Tesson 1985] Olivier Assayas et Charles Tesson, Hong-Kong Cinéma, Éditions de l'Étoile, 1985, 207 p. (ISBN 9782866420246)
- [Fonorrof 1997] (en) Paul Fonoroff, Silver Light: A Pictorial History of Hong Kong Cinema, 1920–1970, Hong Kong, Joint Publishing, 1997 (ISBN 978-962-04-1304-9).
- [Teo 1997] (en) Stephen Teo, Hong Kong Cinema : The Extra Dimensions, London, British Film Institute, 1997 (ISBN 9780851705149).
- [Odham Stokes-Hoover 1999] (en) Lisa Odham Stokes et Michael Hoover, City on Fire : Hong Kong Cinema, London, Verso, 1999 (ISBN 9781859847169).  Le cinéma de Hong Kong analysé sous une perspective Marxiste.
- [Fu-Desser 2000] (en) Poshek Fu et David Desser, The Cinema of Hong Kong : History, Arts, Identity, Cambridge University Press, 2008, 348 p. (ISBN 978-0521776028, lire en ligne).  Source alternative au format PDF « Archive » (archivé sur Internet Archive)
- [Yang 2003] (en) Jeff Yang, Once Upon a Time in China : A Guide to Hong Kong, Taiwanese, and Mainland Chinese Cinema, New York, Atria, 2003 (ISBN 9780743448178).
- [Gouneau-Amara 2006] Emrik Gouneau et Léonard Amara, Encyclopédie du cinéma de Hong Kong : des origines à nos jours, Les Belles lettres, 2006, 562 p.-XVI p. de pl. (ISBN 978-2-251-44298-3)
- [Sévéon 2008] Julien Sévéon, Category III : sexe, sang et politique à Hong Kong, Bazaar & co, 2008, 335 p. (ISBN 978-2-917339-03-9)
- [Jegodtka 2013] Yann Jegodtka, Histoire du cinéma de Hong Kong, Mon petit éditeur, coll. « Essai », 2013, 222 p. (ISBN 978-2342007886)

### Listes et catégories
- (en) Films A-Z
- (en) Réalisateurs
- (en) Scénaristes
- (en) Acteurs